# 上化山石宕古道遗址
上化山石宕古道遗址位于中国浙江省宁波市海曙区鄞江镇鄞江村周家自然村，据信为明代古道，为上化山石宕的运送道路，现存古道全长563米，宽2.5米至2.6米不等，呈S形，由碎石块铺砌，从山顶上化山宕口盘至村后山脚，上下落差113米，沿线可见宕渣碎料厚积，2010年公布为鄞州区文物保护单位，2018年12月28日因行政区划调整公布为海曙区文物保护单位。